# 欧拉德伊拉
欧拉德伊拉是一种生存于巴西亚马逊河流域的神秘生物。“欧拉德伊拉”是当地印第安人的词语，意为“地狱之牙”。1993年8月，英国摄影家杰里米·韦德在亚马逊河支流的近郊目击并拍摄到照片。（英文）